# R.
«R.» («r.», en minúscula) és una abreviatura historiogràfica de la paraules llatina regnavit ('regnava'), que es pot emprar per indicar la durada del regnat o mandat d'un governant amb poder dinàstic, en contraposició amb la durada total de la seva vida.
Per exemple, es pot escriure «L'emperador Dioclecià (r. 285 – 305)» en lloc de «L'emperador Dioclecià (244 – 311)» en contextos en els quals la durada del seu regnat sigui més rellevant que els anys del seu naixement i la seva mort. De vegades també es fa servir per subratllar que el governant abdicà abans de la seva mort.

## Jurisprudència
A la Commonwealth, «r.» es fa servir com a abreviació de rex ('rei') o regina ('reina'), en referència al monarca dels reialmes de la Commonwealth. Així doncs, en la jurisprudència d'aquesta països, «R.» representa la Corona, és a dir, l'Estat.
Es pot veure escrit com a «R. v [nom de l'acusat]» i es llegeix com a «La Corona contra [nom de l'acusat]».